# FINA Champions Swim Series 2020
La FINA Champions Swim Series 2020 è stata la seconda edizione del circuito della Federazione internazionale del nuoto, composta da una serie di due meeting che si sono disputati dal 14 al 19 gennaio. La partecipazione dei nuotatori è ad invito e comprende i vincitori di medaglie olimpiche e mondiali, i detentori dei primati del mondo e gli atleti migliori del ranking mondiale 2019.
Per la seconda edizione sono stati invitati 70 atleti (41 uomini e 29 donne) da 26 paesi.

## Calendario
| Nº | Sede     | Data          |
| -- | -------- | ------------- |
| 1  | Shenzhen | 14-15 gennaio |
| 2  | Pechino  | 18-19 gennaio |

## Risultati

### Uomini
| Stile libero |          |                   |         |                       |       |                  |         |          |         |
| #            | Meeting  | 50m               | 50m     | 100m                  | 100m  | 200m             | 200m    | 400m     | 400m    |
| 1            | Shenzhen | Vladimir Morozov  | 21"70   | Andrei Minakov        | 48"94 | Danas Rapšys     | 1'46"50 | Sun Yang | 3'44"07 |
| 2            | Pechino  | Vladimir Morozov  | 21"55   | Vladimir Morozov      | 48"32 | Sun Yang         | 1'45"55 | Sun Yang | 3'44"98 |
| Dorso        |          |                   |         |                       |       |                  |         |          |         |
| #            | Meeting  | 50m               | 50m     | 100m                  | 100m  | 200m             | 200m    |          |         |
| 1            | Shenzhen | Xu Jiayu          | 24"63   | Xu Jiayu              | 53"01 | Markus Thormeyer | 1'59"02 |          |         |
| 2            | Pechino  | Michael Andrew    | 24"92   | Ryōsuke Irie Xu Jiayu | 52"97 | Ryōsuke Irie     | 1'55"55 |          |         |
| Farfalla     |          |                   |         |                       |       |                  |         |          |         |
| #            | Meeting  | 50m               | 50m     | 100m                  | 100m  | 200m             | 200m    |          |         |
| 1            | Shenzhen | Nicholas Santos   | 23"28   | Andrei Minakov        | 51"73 | Tamás Kenderesi  | 1'55"17 |          |         |
| 2            | Pechino  | Nicholas Santos   | 22"95   | Matthew Temple        | 51"71 | Daiya Seto       | 1'52"53 |          |         |
| Rana         |          |                   |         |                       |       |                  |         |          |         |
| #            | Meeting  | 50m               | 50m     | 100m                  | 100m  | 200m             | 200m    |          |         |
| 1            | Shenzhen | Il'ja Šymanovič   | 27"28   | Arno Kamminga         | 58"61 | Arno Kamminga    | 2'09"00 |          |         |
| 2            | Pechino  | João Gomes Júnior | 27"08   | Zibei Yan             | 58"83 | Ippei Watanabe   | 2'08"40 |          |         |
| Misti        |          |                   |         |                       |       |                  |         |          |         |
| #            | Meeting  | 200m              | 200m    |                       |       |                  |         |          |         |
| 1            | Shenzhen | Shun Wang         | 1'57"76 |                       |       |                  |         |          |         |
| 2            | Pechino  | Daiya Seto        | 1'55"55 |                       |       |                  |         |          |         |

### Donne
| Stile libero |          |                     |         |                 |         |                  |         |             |         |
| #            | Meeting  | 50m                 | 50m     | 100m            | 100m    | 200m             | 200m    | 400m        | 400m    |
| 1            | Shenzhen | Xiang Liu           | 24"04   | Siobhán Haughey | 53"47   | Yang Junxuan     | 1'55"52 | Ajna Késely | 4'09"05 |
| 2            | Pechino  | Xiang Liu           | 24"03   | Siobhán Haughey | 53"33   | Yang Junxuan     | 1'54"98 | Ajna Késely | 4'09"10 |
| Dorso        |          |                     |         |                 |         |                  |         |             |         |
| #            | Meeting  | 50m                 | 50m     | 100m            | 100m    | 200m             | 200m    |             |         |
| 1            | Shenzhen | Xiang Liu           | 27"36   | Kira Toussaint  | 59"52   | Yaxin Liu        | 2'10"34 |             |         |
| 2            | Pechino  | Xiang Liu           | 27"58   | Kira Toussaint  | 59"64   | Katinka Hosszú   | 2'09"95 |             |         |
| Farfalla     |          |                     |         |                 |         |                  |         |             |         |
| #            | Meeting  | 50m                 | 50m     | 100m            | 100m    | 200m             | 200m    |             |         |
| 1            | Shenzhen | Ranomi Kromowidjojo | 25"78   | Elena Di Liddo  | 58"37   | Katinka Hosszú   | 2'07"68 |             |         |
| 2            | Pechino  | Ranomi Kromowidjojo | 25"91   | Elena Di Liddo  | 58"09   | Liliána Szilágyi | 2'08"37 |             |         |
| Rana         |          |                     |         |                 |         |                  |         |             |         |
| #            | Meeting  | 50m                 | 50m     | 100m            | 100m    | 200m             | 200m    |             |         |
| 1            | Shenzhen | Martina Carraro     | 30"38   | Martina Carraro | 1'06"85 | Jingyao Yu       | 2'24"64 |             |         |
| 2            | Pechino  | Molly Hannis        | 30"34   | Jingyao Yu      | 1'07"18 | Jingyao Yu       | 2'24"52 |             |         |
| Misti        |          |                     |         |                 |         |                  |         |             |         |
| #            | Meeting  | 200m                | 200m    |                 |         |                  |         |             |         |
| 1            | Shenzhen | Katinka Hosszú      | 2'10"42 |                 |         |                  |         |             |         |
| 2            | Pechino  | Sydney Pickrem      | 2'09"26 |                 |         |                  |         |             |         |

### Misti
| Stile libero |          |                                                                  |         |  |  |  |
| #            | Meeting  | 4x100m                                                           | 4x100m  |  |  |  |
| 1            | Shenzhen | Jacob Pebley Andrii Govorov Ranomi Kromowidjojo Siobhán Haughey  | 3'28"40 |  |  |  |
| 2            | Pechino  | Michael Andrew Andrei Minakov Ranomi Kromowidjojo Wang Jianjiahe | 3'29"72 |  |  |  |
| Misti        |          |                                                                  |         |  |  |  |
| #            | Meeting  | 4x100m                                                           | 4x100m  |  |  |  |
| 1            | Shenzhen | Apostolos Christou Zibei Yan Elena Di Liddo Ajna Késely          | 3'48"13 |  |  |  |
| 2            | Pechino  | Yaxin Liu Zibei Yan Andrei Minakov Wang Jianjiahe                | 3'49"19 |  |  |  |